# Mon (stan)
Mon (birm. မွန်ပြည်နယ် /mʊ̀ɴ pjìnɛ̀/) – jeden ze stanów w Mjanmie (Birmie), ze stolicą w Mulmejn.
Stan obejmuje dwa dystrykty: Mulmejn i Thatôn.
Większość ludności stanowią Monowie i Birmańczycy, ale spotyka się też skupiska Szanów i Karenów.